# Thanh niên Bắc Kinh
Thanh niên Bắc Kinh (Tiếng Anh: Bejing Youth), là phim truyền hình phát sóng lần đầu ngày 16 tháng 8 năm 2012 , Lý Thần, Nhậm Trọng, Đỗ Thuần, Hạ Cương diễn chính như phim về chủ đề Đô thị .

## Nội dung
Bốn thanh niên trẻ vì cùng chung một số phận là hôn sự của mình điều do cha mẹ sắp đặc trước, bốn con người với bốn tính cách khác nhau nhưng có chung 1 chí hướng là quyết bỏ nhà ra đi mục đích là được tự do và làm những việc mà họ đã nghĩ và ước bấy lâu nay, kết cuộc sẽ ra sao có được hoàn thành ước vọng của bản thân họ hay không mời các bạn cùng đón xem. Bộ phim nói về bốn anh em họ Hà Đông, Hà Tây, Hà Nam và Hà Bắc. Bốn anh em họ đều sinh trưởng trong gia đình nề nếp, gia giáo. Chính vì thế, bố mẹ của họ vì quan tâm, che chở, bảo bọc họ mà luôn vạch sẵn con đường họ phải đi, nghề nghiệp họ phải chọn, bạn gái họ phải theo đuổi và lấy làm vợ. Vì không muốn chấp nhận sự ràng buộc cũng như chấp nhận sự sắp xếp trong tình yêu và hôn nhân nên đã cùng nhau bỏ nhà ra đi để có thể thực hiện được nhũng hoài bão mà họ mong ước .

## Diễn viên
| Diễn viên         | Vai            | Ghi chú                                                     |
| ----------------- | -------------- | ----------------------------------------------------------- |
| Lý Thần           | Hà Đông        | Con cả nhà họ Hà, sinh viên tốt nghiệp, nhân viên công chức |
| Mã Tô             | Quyền Tranh    | Tiến sĩ, giáo viên đại học, bạn gái của Hà Đông             |
| Nhậm Trọng        | Hà Tây         | Con hai nhà họ Hà, Bác sĩ phẫu thuật chỉnh hình             |
| Vương Lệ Khôn     | Nhậm Tri Liễu  | Bệnh tâm thần, thích Hà Tây                                 |
| Đỗ Thuần          | Hà Bắc         | Con thứ tư nhà họ Hà, thanh niên thất nghiệp                |
| Diêu Địch         | Đường Kiều     | Cô gái quầy Bar, bạn gái Hà Bắc                             |
| Hạ Cương          | Hà Nam         | Con thứ ba nhà họ Hà, người hồi hương                       |
| Trương Lệ         | Đinh Hương     | Bác sĩ tâm lý, bạn gái Hà Tây                               |
| Tăng Vịnh Thể     | Diệp Thản      | Cô gái giàu có, bạn gái Hà Nam                              |
| Khuất Nguyệt      | Vương Việt     | Người du lịch bụi                                           |
| Đỗ Giang          | Cao Quân       | Chủ trang trại, người du lịch bụi                           |
| Lý Quang Khiết    | Thẩm Xương     | Bạn trai cũ Đinh Hương                                      |
| Lương Đan Ni      | Trịnh Ngọc Anh | mẹ Hà Đông                                                  |
| Cao Cảnh Văn      | Hà Thủ Nhất    | cha Hà Đông                                                 |
| Tông Bình         | Hà Thủ Nhị     | cha Hà Tây                                                  |
| Thôi Chí Cương    | Hà Thủ Tam     | cha Hà Nam                                                  |
| Trình Ung         | Hà Thủ Tứ      | cha Hà Bắc                                                  |
| Triệu Thành Thuần | Quyền Đầu      | cha Quyền Tranh                                             |
| Mã Tinh Vũ        | Hà Tứ Phương   | ông của bốn anh em họ Hà                                    |
| Vương Chí Phi     | Lý Đại Hoa     |                                                             |
| Tô Tiểu Minh      | Tân Hiểu Yên   | mẹ Quyền Tranh                                              |
| Cung Tiểu Hiên    | Lương Mĩ Lệ    | Đối tượng xem mắt của Hà Thủ Tam                            |
| Mã Thư Lương      | chủ nhiệm Đinh | cha Đinh Hương                                              |
| Điền Thụy Huy     | Hà Vũ          |                                                             |
| Lý Họa            | Tiêu Lâm       | chị gái Đinh Hương                                          |
| Tạ Cao Phong      | Diệp Chu       | cha Diệp Thản                                               |

## Nhạc phim
| STT | Tên                                     | Soạn nhạc          | Lời               | Ca sĩ      | Ghi chú        |
| --- | --------------------------------------- | ------------------ | ----------------- | ---------- | -------------- |
| 1   | Sống                                    | Đậu Bằng, Lưu Thần | Đậu Bằng          | Lý Thần    | Nhạc chủ đề    |
| 2   | Tồn tại                                 | Uông Phong         | Uông Phong        | Uông Phong | Nhạc cuối phim |
| 3   | Trái tim dũng cảm                       | Uông Phong         | Uông Phong        | Uông Phong |                |
| 4   | Sinh mạng phẫn nộ                       | Uông Phong         | Uông Phong        | Uông Phong |                |
| 5   | Tôi không xứng đáng làm bạn trai của em | Long Dũng, Hà Lực  | Long Dũng, Hà Lực | Trương Đề  |                |

## Phát sóng
| Kênh           | Ngày                | Thời gian                      |
| -------------- | ------------------- | ------------------------------ |
| Bắc Kinh TV    | 16 tháng 8 năm 2012 | Hai tập mỗi ngày 19:40         |
| Thiên Tân TV   | 16 tháng 8 năm 2012 | Hai tập mỗi ngày 19:30         |
| Đông Phương TV | 16 tháng 8 năm 2012 | Hai tập mỗi ngày 19:30         |
| Chiết Giang TV | 16 tháng 8 năm 2012 | Hai tập mỗi ngày 19:30         |
| An Huy TV      | 16 tháng 8 năm 2012 | Năm tập từ 13:47               |
| CCTV8          | 3 tháng 9 năm 2012  | Năm tập mỗi ngày 19:00         |
| MCOT Family    | 1 tháng 11 năm 2015 | Thứ hai - Thứ ba 12:00 - 13:00 |

## Rating
Rating toàn quốc
| Kênh           | Rating trung bình | Rating share trung bình | Vị trí hàng năm |
| -------------- | ----------------- | ----------------------- | --------------- |
| Thiên Tân TV   | 1.230             | 6.25                    | 36              |
| Chiết Giang TV | 1.124             |                         |                 |

## Giải thưởng
| Ngày                 | Tên giải thưởng                                                                               | Người / hạng mục đoạt giải                                     | Ghi chú |
| -------------------- | --------------------------------------------------------------------------------------------- | -------------------------------------------------------------- | ------- |
| 9 tháng 10 năm 2012  | Liên hoan phim truyền hình và điện ảnh LeTV - Bộ phim truyền hình có ảnh hưởng nhất trong năm | Thanh niên Bắc Kinh                                            |         |
| 9 tháng 12 năm 2012  | Liên hoan phim truyền hình và điện ảnh LeTV - Nghệ sĩ có ảnh hưởng nhất trong năm             | Mã Tô                                                          |         |
| 9 tháng 12 năm 2012  | Liên hoan phim truyền hình và điện ảnh LeTV - Diễn viên tiến bộ nhất                          | Trương Lệ, Hạ Cương, Tăng Vịnh Thể                             |         |
| 10 tháng 12 năm 2012 | Hoa Đỉnh - Đạo diễn xuất sắc nhất                                                             | Triệu Bảo Cương                                                |         |
| 10 tháng 12 năm 2012 | Hoa Đỉnh - Thần tượng Trung Quốc xuất sắc nhất                                                | Lý Thần, Mã Tô                                                 |         |
| 10 tháng 12 năm 2012 | BQ红人榜 - Phim truyền hình của năm                                                           | Thanh niên Bắc Kinh                                            |         |
| 20 tháng 12 năm 2012 | BQ红人榜 - Thần tượng phim truyền hình của năm                                                | Mã Tô, Đỗ Thuần                                                |         |
| 20 tháng 12 năm 2012 | BQ红人榜 - Ngôi sao phim truyền hình tỏa sảng của năm                                         | Nhậm Trọng, Trương Lệ                                          |         |
| 31 tháng 12 năm 2012 | Quốc Kịch Thịnh Điển - Top 10 phim truyền hình của năm (hạng 9)                               | Thanh niên Bắc Kinh                                            |         |
| 31 tháng 12 năm 2012 | Giải Quốc Kịch Thịnh Điển - Nam nữ diễn viên nổi tiếng nhất (Đại lục)                         | Đỗ Thuần, Diêu Địch                                            |         |
| Năm 2013             | Bạch Ngọc Lan                                                                                 | Đạo diễn xuất sắc nhất                                         | Đề cử   |
| Năm 2013             | Liên hoan phim truyền hình Tứ Xuyên                                                           | Đạo diễn phim truyền hình dài tập xuất sắc nhất                | Đề cử   |
| 4 tháng 1 năm 2013   | Đêm Iqiyi 2013 - Hình ảnh năng lượng tích cực                                                 | Thanh niên Bắc Kinh                                            |         |
| 1 tháng 4 năm 2013   | Đêm phim truyền hình Bắc Kinh TV - Phim truyền hình được yêu thích nhất năm 2012              | Thanh niên Bắc Kinh                                            |         |
| 1 tháng 4 năm 2013   | Đêm phim truyền hình Bắc Kinh TV - Diễn viên tiềm năng nhất do khán giả bình chọn             | Lý Thần, Mã Tô, Nhậm Trọng, Vương Lệ Khôn, Đỗ Thuần, Diêu Địch |         |
| 26 tháng 12 năm 2013 | Phi thiên - Phim truyền hình xuất sắc nhất                                                    | Thanh niên Bắc Kinh                                            |         |
| 26 tháng 12 năm 2013 | Phi thiên - Đạo diễn xuất sắc nhất                                                            | Triệu Bảo Cương                                                |         |
| 26 tháng 12 năm 2013 | Phi thiên - Nữ diễn viên xuất sắc nhất                                                        | Mã Tô                                                          |         |
| 26 tháng 6 năm 2014  | Asia Rainbow TV Awards - Phim truyền hình thời trang nhất                                     | Thanh niên Bắc Kinh                                            |         |
| 26 tháng 6 năm 2014  | Asia Rainbow TV Awards - Đạo diễn xuất sắc nhất                                               | Triệu Bảo Cương                                                |         |
| 26 tháng 6 năm 2014  | Asia Rainbow TV Awards - Nam diễn viên xuất sắc nhất                                          | Lý Thần                                                        |         |
| 23 tháng 10 năm 2014 | Top 10 nhà sản xuất phim truyền hình Trung Quốc - Phim truyền hình xuất sắc nhất              | Thanh niên Bắc Kinh                                            |         |